# Cristóbal de la Cerda y Sotomayor

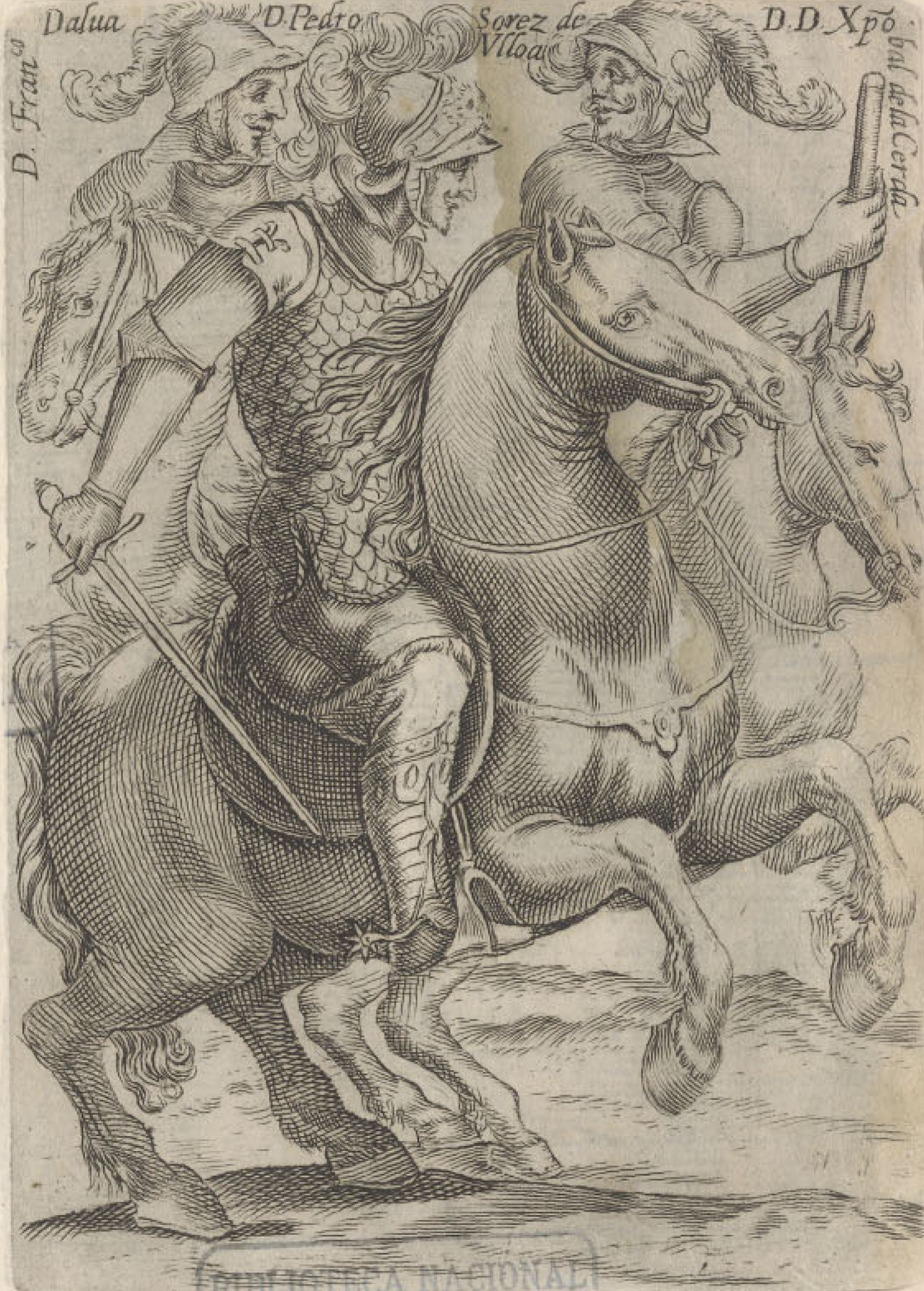
Los gobernadores Francisco de Alava y Nureña, Pedro Osores de Ulloa y Cristóbal de la Cerda, según la obra del padre Ovalle.

Cristóbal de la Cerda y Sotomayor, (México, ¿1585?-¿?), hijo de Cristóbal de la Cerda y Miranda y Ana de Sotomayor, fue un abogado español y oidor de la Real Audiencia de Chile que, ante la muerte del gobernador Lope de Ulloa y Lemos, asumió el gobierno interino de Chile por once meses, entre diciembre de 1620 y noviembre de 1621.

## Antes de ser gobernador
Nacido en México, estudió y se graduó de cánones y leyes en Sevilla. Fue
fiscal de la Audiencia de la misma ciudad y comisario general en la expulsión de los moros locales. El Consejo de Indias le propuso varias veces para asumir en alguna Audiencia de las Indias. Finalmente se le designó para la Audiencia de Santo Domingo, destinación que debió cambiar por Chile.
Rumbo a su nueva destinación, su barco fue abordado en el Mar Caribe por piratas ingleses, que lo tomaron prisionero. Fue abandonado en la playa de Portobello, donde pasó grandes penurias antes de poder trasladarse al Perú.
Una vez en Chile se encontró con que la Real Audiencia había cerrado por muerte de todos sus miembros. De acuerdo a las disposiciones para dichos casos la reorganizó con algunos abogados que encontró en Santiago.

## Gobierno
Antes de morir, el gobernador Lope de Ulloa y Lemos lo designó su sucesor interino.
En el corto ejercicio del cargo De la Cerda desplegó gran diligencia, deseoso de ser confirmado en el gobierno por sus superiores, el virrey del Perú y el rey de España. En Santiago adelantó la construcción de casas para el Cabildo y para la Audiencia, de una cárcel de la ciudad, y comenzó la edificación de un tajamar permanente de piedra sobre el río Mapocho, para reemplazar a uno provisorio que había hecho durante las inundaciones del año anterior. 
En Concepción construyó un puente sobre el Río Andalién. Fortificó la naciente villa de Chillán, rodeándola de parapetos. Mejoró los fuertes de la frontera y construyó uno nuevo: San Cristóbal de la Paz.

### ¿Ulloa y Lemos fue envenenado?
Una de las primeras acciones del gobierno de De la Cerda fue abrir un proceso para aclarar las sospechas de que el anterior gobernador, Lope de Ulloa y Lemos, había muerto envenenado. Las investigaciones llevaron a que De la Cerda sospechara de la culpabilidad de la esposa de Ulloa y Lemos. La procesó a ella y a otras personas, supuestamente involucradas en una conspiración. Se desconocen las pruebas que habrían llevado a De la Cerda a su conclusión, pero este juicio se volvería en contra suya, después de un tiempo.

### Alzamiento de Lientur
Una de las principales incidencias del gobierno de De la Cerda fue el alzamiento mapuche capitaneado por Lientur, un jefe mapuche que había acordado la paz con los españoles y pasado a su campo como auxiliar. Lientur, por esta época volvió a pasarse al bando mapuche dispuesto a agitar una rebelión general. O por lo menos eso creían los oficiales españoles de la frontera, que pidieron urgentemente que el gobernador se hiciera presente para dirigir las operaciones de verano. 
Entre tanto, 1600 mapuches habían traspasado el río Biobío amagando las vecindades de Yumbel. Después de reunir un consejo de capitanes en Concepción, donde todos ellos se mostraron resueltos en contra de la estrategia de guerra defensiva que, a instancias del jesuita Luis de Valdivia, había asumido la Corona, De la Cerda se apersonó en el teatro de operaciones. 
Estando De la Cerda en Yumbel, un indio amigo incendió el fuerte, escapando a duras penas el gobernador del fuego. Este hecho alertó sobre la posibilidad de que los indios de las reducciones cercanas se pasaran en masa al bando mapuche. El gobernador decretó el traslado de dos reducciones más al norte para evitarlo.

### Fin de los "servicios personales"
En febrero de 1621, llegado a Concepción e impuesto allí de la y correspondencia de gobierno que había dejado Lope de Ulloa, encontró la ordenanza que el virrey del Perú y el padre Luis de Valdivia habían redactado para convertir en una contribución en dinero el impuesto de trabajo que hasta entonces debían rendir los indígenas chilenos. El objetivo era terminar con los llamados servicios personales, que daban pie a toda clase de abusos.
De la Cerda, a diferencia de su predecesor, promulgó sin tardanza el decreto, lo que le valió una gran oposición de los hacendados.

## Proceso en su contra
| Predecesor: Lope de Ulloa y Lemos | Gobernador de Chile interino 1620-1621 | Sucesor: Pedro Osores de Ulloa |

- Datos: Q544605